# Hey Stoopid (singolo)
Hey Stoopid è un brano del cantante statunitense Alice Cooper, pubblicato come singolo di lancio dell'omonimo album Hey Stoopid nel giugno del 1991. Ha avuto un buon successo in classifica, raggiungendo la posizione numero 78 della Billboard Hot 100 e la numero 13 della Mainstream Rock Songs negli Stati Uniti. Altrove, è arrivata al ventunesimo posto nel Regno Unito, al quinto in Norvegia e al settimo in Finlandia.
Il testo della canzone presenta un forte messaggio contro la droga, scritto da Cooper per mettere in guardia i giovani sui pericoli e le insidie provocate dalla dipendenza da stupefacenti. Il brano affronta anche il tema del suicidio tra gli adolescenti e i giovani adulti, sottolineando che non dovrebbe mai essere preso come opzione, non importa quanto depresso, solo o isolato un individuo possa sentirsi.
La canzone si caratterizza per le apparizioni speciali di Slash, Joe Satriani e Ozzy Osbourne, che canta il breve verso "You know, I know". Osbourne appare anche nel videoclip del brano.

## Tracce
7" Single Epic 656983-7
1. Hey Stoopid (versione ridotta) – 3:56
2. Wind-Up Toy – 5:28

12" Maxi Epic 656983-8
1. Hey Stoopid (versione ridotta) – 3:56
2. It Rained All Night – 3:54
3. Wind-Up Toy – 5:28

CD-Single Epic ESK 73845
1. Hey Stoopid (versione ridotta) – 3:56
2. Hey Stoopid – 4:12

## Formazione
- Alice Cooper – voce
- Stef Burns – chitarra
- Joe Satriani – chitarra, cori
- Slash – assolo di chitarra
- Hugh McDonald – basso
- John Webster – tastiere
- Mickey Curry – batteria
- Ozzy Osbourne – seconda voce

## Classifiche
| Classifica (1991)             | Posizione massima |
| ----------------------------- | ----------------- |
| Australia                     | 32                |
| Belgio (Fiandre)              | 36                |
| Canada                        | 48                |
| Finlandia                     | 7                 |
| Norvegia                      | 5                 |
| Nuova Zelanda                 | 17                |
| Paesi Bassi                   | 22                |
| Regno Unito                   | 21                |
| Stati Uniti                   | 78                |
| Stati Uniti (mainstream rock) | 13                |
| Svezia                        | 19                |